# Didove, Verhnodniprovsk
Didove (în ucraineană Дідове) este un sat în comuna Dmîtrivka din raionul Verhnodniprovsk, regiunea Dnipropetrovsk, Ucraina.

## Demografie
Componența lingvistică a localității Didove
     Ucraineană (94,44%)
     Rusă (5,56%)
Conform recensământului din 2001, majoritatea populației localității Didove era vorbitoare de ucraineană (94,44%), existând în minoritate și vorbitori de rusă (5,56%).